# Tess Knighton
Tess Knighton (Gt Horkesley, cerca de Colchester, Essex, Inglaterra, 31 de marzo de 1957) es una historiadora de la música y musicóloga inglesa.

## Biografía
Tess Knighton es historiadora de la música y musicóloga. Desde mayo de 2011 es profesora de investigación ICREA y está asociada a la Institución Milá y Fontanals - CSIC de Barcelona. Sus estudios en idiomas modernos y medievales, así como su licenciatura en música, los desarrolló el Clare College de Cambridge, donde también completó su máster y Doctorado.
Es profesora emérita de Clare College donde era Directora de Estudios en idiomas modernos, y tutora de admisiones. Fue directora de la revista Early Music (Oxford University Press) desde 1992 hasta 2009. En la actualidad es editora (con Helen Deeming) de la serie Estudios en Música Medieval y Renacentista que fundó e 2003 con The Boydell Press. Asimismo, sigue como miembro del consejo de redacción de Early Music y forma parte de las juntas de la Revista de Musicología y del Anuario Musical; también es la secretaria del consejo de redacción de los Monumentos de la Música Española (CSIC).
La defensa de su tesis doctoral 'Music and Musicians at the Court of Fernando of Aragón, 1474-1516', fue en 1984 en la Universidad de Cambridge. Posteriormente se publicó una versión española, traducida por Luis Gago, en la Institución Fernando el Católico, con el título Música y músicos en la corte de Fernando de Aragón, 1474-1516 (Zaragoza 2001). Su labor investigadora continúa centrándose en la música y la cultura del mundo ibérico desde el siglo XV hasta principios del XVII, y ha participado en diversos proyectos de investigación relacionados con este campo: el proyecto 'Music, print and culture in Spain and Portugal during the Renaissance, 1474-1621' financiado por la Leverhume Trust en la Universidad de Cambridge (2000/03); el proyecto 'Música y sociedad' en la Institución Milá y Fontanals-CSIC (desde 2011); y al proyecto CESEM 'The Anatomy of Late Fifteenth-Century and Early Sixteenth-Century Iberian Polyphonic Music' en la Universidade Nova, Lisboa (2016-2019). Recientemente fue la investigadora principal del proyecto musicológico de la Fundación Marie Curie sobre 'Urban Musics and Musical Practices in Sixteenth-Century Europe' (2012-1016), que culminó con una colección de ensayos realizados por musicólogos urbanos internacionales con el título de Hearing the City in Early Modern Europe (Brepols, 2018), y una antología interdisciplinaria Els sons de Barcelona a l’edat moderna (MUHBA, 2016).
Sus publicaciones se desarrollan en diversos aspectos de la música ibérica, editando en los últimos años la Companion to Music in the Age of the Catholic Monarchs (Brill, 2017), así como Early Music Printing and Publishing in the Iberian World (con Iain Fenlon) (Reichenberger, 2006), Music and Urban Society in Colonial Latin America (con Geoffrey Baker) (Cambridge University Press, 2011), Pure Gold: Golden Age Sacred Music in the Iberian World (con Bernadette Nelson) (Edition Reichenberger, 2011), y New Perspectives on Early Music in Spain (con Emilio Ros-Fábregas) (Edition Reichenberger, 2015). Es coautora con Kenneth Kreitner The Music of Juan de Anchieta (Routledge, 2019), y actualmente está preparando una monografía en torno a la música de la Edad Moderna en España: Daily Musical Life in Early Modern Spain: Hearing Barcelona, 1470-1620. Recientemente ha impartido varias ponencias ‘key-note’ en Princeton, UCLA, UCLA Riverside, Bangor, Berna, Évora, Braga, Tübingen y en La Sapienza de Roma. Con las mismas líneas de investigación también ha organizado conferencias, especialmente las ICREA International Workshop 'Hearing the City: Music as Portal to Urban Soundscapes' (Barcelona, 2015), y una conferencia sobre el cardenal Cisneros y la música en la catedral de Toledo (Toledo, 2017).
En la actualidad está interesada en el enfoque interdisciplinario del estudio de la historia de la música, entendiendo la música como parte intrínseca de la expresión sociocultural, ya sea en el entorno cortesano o en el contexto urbano. Las cuestiones relacionadas con la interpretación, en su sentido más amplio, así como la escucha histórica en diversas situaciones musicales son los ejes centrales de sus investigaciones, aportando nuevas perspectivas y creando diálogo en las investigaciones musicológicas y prácticas interpretativas de la época moderna. A lo largo de su carrera ha sido una firme defensora de la musicología aplicada y de la transmisión de conocimientos musicológicos, siendo colaboradora habitual en la radio BBC 3 del Reino Unido. Fundó, junto con su marido el director de orquesta Ivor Bolton, y fue Directora Artística del Lufthansa Festival of Baroque Music in London en 1984, festival internacional con una continuidad de treinta años. También fue Directora Artística del South Bank Early Music Festival (2000-2003) en la Queen Elizabeth Hall de Londres. Recientemente ha ideado una serie de tres conciertos de música de la época de los Reyes Católicos, en la temporada 2018/19 en la Fundación Juan March en Madrid. En la actualidad está involucrada en la programación y la presentación de conciertos relacionados con la catedral de Barcelona.

### Libros
1992 ed. (con David Fallows), Companion to Medieval and Renaissance Music (London: Dent, 1992; R/ Oxford: Oxford University Press, 1997).
2000 ed. (con Luis Robledo, Cristina Bordas, Juan José Carreras), Aspectos de la cultura musical en la Corte de Felipe II(Madrid: Patrimonio Musical Español, 2000).
2001 La música y los músicos en la corte de Fernando de Aragón, 1474-1516 (Zaragoza: Institución Fernando el Católico, 2000).  
2007 ed. (con Iain Fenlon), Early Music Printing and Publishing in the Iberian World (Barcelona: Reichenberger Edition, 2006).
2007 ed. (con Álvaro Torrente), Devotional Music in the Iberian World, 1450-1800: The Villancico and Related Genres(Aldershot: Ashgate, 2007) (Robert M. Stevenson Award for Outstanding Scholarship in Iberian Music, American Musicological Society 2008).
2009 Catálogo de los impresos musicales de la Colección de Uclés (Cuenca: Instituto de Música Religiosa, 2009).
2011 ed. (con Geoffrey Baker), Music and Urban Society in Colonial Latin America (Cambridge: Cambridge University Press, 2011).
2011 ed. (con Bernadette Nelson), Pure Gold: Sacred Music of the Iberian Renaissance. A Homage to Bruno Turner(Kassel: Reichenberger Edition, 2011).
2016 ed. (con Emilio Ros-Fábregas), New Perspectives on Early Music in Spain and Portugal (Kassel: Reichenberger Edition, 2016).
2016 ed. Els sons de Barcelona a l’edat moderna, Textures 6 (Barcelona: Museu d’Història de Barcelona, 2016).
2017 ed. Companion to Music in the Age of the Catholic Monarchs (Leiden: Brill, 2017).
2017 ed. (con Ascensión Mazuela-Anguita, Música i política en temps de Carles III i el seu context europeu, (Barcelona: Museu d’Història de Barcelona, 2017).
2018 ed. (con Ascensión Mazuela-Anguita), Hearing the City in Early Modern Europe (Turnhout: Brépols, 2018).
2019 ed. (con Kenneth Kreitner), The Music of Juan de Anchieta (Oxford & New York: Routledge, 2019).